# Stammliste der Wasa
Stammliste der Wasa (schwedisch Vasa, polnisch Waza) mit den in der Wikipedia vertretenen Personen und wichtigen Zwischengliedern.

## Von Gustav I. Wasa an
1. Gustav I. Wasa (1496–1560), König von Schweden: 1523–1560 ⚭ I) 1531 Katharina von Askanien (1513–1535), Tochter des Herzogs Magnus I. von Sachsen-Lauenburg (1470–1573); ⚭ II) 1536 Margareta Eriksdotter Leijonhufvud (1516–1551), Tochter von Erik Abrahamsson  Leijonhufvud; ⚭ III) 1552 Katharina Stenbock (1535–1621), Tochter des Reichsrats Gustav Olofsson Stenbock (1504–1571)
  1. (I) Erik XIV. (1533–1577), König von Schweden: 1560/61–1569; uneheliche Beziehung zu Agda Persdotter; ⚭ 1567/68 Karin Månsdotter (1550–1612), Tochter von Måns Månsson
    1. Virginia Eriksdotter (1559-1633) ⚭ 1586 Håkan Knutsson Hand, Gouverneur von Schloss Kronoberg
    2. Constantia Eriksdotter (1560-1649) ⚭ 1594 Henry Frankelin, englischer Adliger
    3. Sigrid (1566–1633) ⚭ I) 1597 Henrik Claesson Tott († 1602/1603); ⚭ II) 1609 Nils Nilsson Natt och Dag (1554–1613)
    4. Gustav (1568–1607)
    5. Henrik (1570–1574)
    6. Arnold (1572–1573)

  2. (II) Johann III. (1537–1592), König von Schweden: 1569–1592; uneheliche Beziehung zu Katarina Hansdotter (1539–1596), Tochter des ehemaligen Mönchs Hans Klasson Kökkemäster; ⚭ I) 1562 Katharina Jagiellonica (1526–1583), Tochter des Königs Sigismund I. von Polen (1467–1548); ⚭ II) 1585 Gunilla Bielke (1568–1597), Tochter von Johan Axelsson Bielke
    1. August Johansson (1557–1560)
    2. Sofia Gyllenhielm (1556 oder 1559 – 1583) ⚭ 1580 Pontus De la Gardie (1520–1585), Baron Ekholmen
    3. Julius Gyllenhielm (1560–1581)
    4. Lucretia Gyllenhielm (1562–1585)
    5. (I) Isabella (1564–1566)
    6. (I) Sigismund III. (1566–1632), König von Polen: 1587–1632, König von Schweden: 1592/94–1599; ⚭ I) 1592 Anna von Österreich (1573–1598), Tochter des Erzherzogs Karl II. von Österreich-Steiermark (1540–1590); ⚭ II) 1605 Constanze von Österreich (1588–1631), Tochter des Erzherzogs Karl II. von Österreich-Steiermark (1540–1590)
      1. (I) Anna Maria (1593–1600)
      2. (I) Katharina (1594)
      3. (I) Władysław IV. (1595–1648), König von Polen: 1632–1648; uneheliche Beziehung zu Jadwiga Łuszkowska (um 1616-1648), Tochter des Kaufmanns Jan Łuszkowski; ⚭ I) 1637 Cäcilia Renata von Österreich (1611–1644), Tochter des römisch-deutschen Kaisers Ferdinand II. (1578–1637); ⚭ II) 1646 Luisa Maria Gonzaga (1611–1667), Tochter des Herzogs Carlo I. Gonzaga von Nevers und Rethel (1580–1637)
        1. Ladislaus Konstantin (1635–1698), Graf Wasenau
        2. (I) Sigmund Kasimir (1640–1647)
        3. (I) Maria Anna Isabella (1642)

      4. (I) Katharina (1596–1597)
      5. (I) Kristofer (1598)
      6. (II) Johann Kasimir (1607–1608)
      7. (II) Johann II. Kasimir (1609–1672), König von Polen: 1648–1668 ⚭ 1649 Luisa Maria Gonzaga (1611–1667), Tochter des Herzogs Carlo I. Gonzaga von Nevers und Rethel (1580–1637)
        1. Maria Anna Teresa (1650–1651)
        2. Jan Zygmunt (1652–1652)

      8. (II) Johann Albert (Jan Olbracht) (1612–1634), Fürstbischof in Ermland: 1621–1634, Fürstbischof von Krakau: 1632–1634
      9. (II) Karl Ferdinand (Karol Ferdynand) (1613–1655), Fürstbischof von Breslau: 1625–1655
      10. (II) Alexander Karl (1614–1634)
      11. (II) Anna Konstantinia (1616)
      12. (II) Anna Katharina Konstanze (1619–1651) ⚭ 1653 Kurfürst Philipp Wilhelm von der Pfalz (1615–1690)

    7. (I) Anna (1568–1625)
    8. (II) Johann (1589–1618), Herzog von Östergötland: 1595 ⚭ 1613 Maria Elisabeth von Schweden (1596–1618), Tochter des Königs Karl IX. von Schweden (1550–1611)

  3. (II) Katharina (1539–1610) ⚭ 1559 Graf Edzard II. von Ostfriesland (1532–1599)
  4. (II) Cäcilie (1540–1627) ⚭ 1564 Markgraf Christoph II. von Baden-Rodemachern (1537–1575)
  5. (II) Magnus (1542–1595), Herzog von Östergötland; uneheliche Beziehung zu Valborg Eriksdotter; uneheliche Beziehung zu Anna von Haubitz; uneheliche Beziehung zu N.N.
    1. Lucretia Magnusdotter Gyllenhielm (1562–1624) ⚭ 1586 Christoffer von Warnstedt (1542–1627)
    2. Helena Magnusdotter Gyllenhielm (1572–1630) ⚭ Wollmar Yxkull, Hofmarschall
    3. Virginia Magnusdotter Gyllenhielm

  6. (II) Karl (1544)
  7. (II) Anna Maria (1545–1610) ⚭ 1562 Pfalzgraf Georg Johann I. von Veldenz (1543–1592)
  8. (II) Sten (1546–1549)
  9. (II) Sophia (1547–1611) ⚭ 1568 Herzog Magnus II. von Sachsen-Lauenburg (1543–1603)
  10. (II) Elisabeth (1549–1597) ⚭ 1581 Herzog Christoph zu Mecklenburg (1537–1592)
  11. (II) Karl IX. (1550–1611), König von Schweden: 1600/04/07–1611; uneheliche Beziehung zu Karin Nilsdotter (1551/52–1603/04); ⚭ I) 1579 Anna Maria von der Pfalz (1561–1589), Tochter des Kurfürsten und Pfalzgrafen Ludwig VI. von Simmern; ⚭ II) 1592 Christine von Schleswig-Holstein-Gottorp (1573–1625), Tochter des Herzogs Adolf I. von Schleswig-Holstein-Gottorp (1526–1586)
    1. Carl (1574-1650), Baron Gyllenhielm, Feldmarschall und Reichsadmiral von Schweden ⚭ 1615 Kristina Ribbing (1593–1656), Tochter des Nationalschatzmeisters Seved Svensson Ribbing
    2. (I) Margareta Elisabeth (1580–1585)
    3. (I) Elisabeth Sabina (1582–1585)
    4. (I) Ludwig (1583)
    5. (I) Katharina (1584–1638) ⚭ 1615 Pfalzgraf Johann Kasimir von Zweibrücken-Kleeburg (1589–1652)
→ siehe auch Stammliste der Wittelsbacher
    6. (I) Gustav (1587)
    7. (I) Marie (1588–1589)
    8. (II) Christine (1593–1594)
    9. (II) Gustav II. Adolf (1594–1632), König von Schweden: 1611/17–1632; uneheliche Beziehung zu Margareta Slots oder Margarethe Cabeliau; ⚭ 1620 Maria Eleonora von Brandenburg (1599–1655), Tochter des Kurfürsten Johann Sigismund von Brandenburg (1572–1620)
      1. Gustav Gustavson (ab 1637 von Vasaborg) (1616-1653), Graf von Nystad: 1647 ⚭ Anna Sofia von Wied-Runkel (1616–1694), Tochter des Grafen Hermann II. von Wied
→ Linie Wasaburg (Wasaburg, schwedisch Vasborg)
      2. Tochter (1621)
      3. Christina Augusta (1623–1624)
      4. Sohn (1625)
      5. Christina (1626–1689), Königin von Schweden: 1632/44–1654

    10. (II) Maria Elisabeth (1596–1618) ⚭ 1613 Johann (1589–1618), Herzog von Östergötland: 1595, Sohn des Königs Johann III. von Schweden (1537–1592)
    11. (II) Karl Filip (1601–1622), Herzog von Södermanland, Närke und Värmland: 1611–1622 ⚭ 1620 Elisabet Ribbing (1596–1662), Tochter von Seved Svensson Ribbing
      1. Elisabet Carlsdotter (1622–1682) ⚭ I) 1645 Axel Turesson Natt och Dag (1621–1647); ⚭ II) 1660 Baltasar Marskalk (1623–1685)

## Linie Wasaburg
1. Gustav Gustavson (ab 1637 von Vasaborg) (1616–1653), Graf von Nystad: 1647 ⚭ um 1640 Anna Sofia von Wied-Runkel (1616–1694), Tochter des Grafen Hermann II. von Wied
  1. Gustaf (1645–1646)
  2. Gustaf Adolf (1653–1732) ⚭ 1679 Angelika Katharina, Gräfin von Leiningen-Westerburg (1663–1740)
    1. Karl Wilhelm Friedrich (1680–1696)
    2. Christina Johanna (1681 – jung)
    3. Gustaf Adolf (1682–1705)
    4. Sophia Charlotte (1684–1686)
    5. Heinrich Otto (1685–1715)
    6. Eleonore Katharina (1686–1729) ⚭ 1714 Friedrich, Freiherr von Reifenberg
    7. Georg Moritz (1687–1754)
    8. Anton Adolf (1689–1748) ⚭ I) 1720 Catharina, Comtesse Oxenstierna af Korsholm och Wasa (1684–1722); ⚭ II) 1728 Anna Christina, Baronesse Sparre af Rossvik (1683–1759)
      1. (I) Ulrika Katharina Sophie (1721)
      2. (I) Kind (1722 – jung)

    9. Beata Theresia (1690–1692)
    10. August (1691–1699)
    11. Friedrich Waldemar (1693 – jung)
    12. Sophia Elisabeth Christina (1694–1756) ⚭ Henning, Graf von Stralenheim (1665–1731)
    13. Henriette Polyxena (1696–1777)
    14. Sophia Magdalena (1698–1702)
    15. Anna Sophia (1704–?) ⚭ Friedrich Wilhelm Ploetz († nach 1781)
    16. Tochter (1706)

  3. Kristina (1644–1709) ⚭ 1665 Wolmar, Freiherr Wrangel af Lindeberg (1641–1675)
  4. Charlotta († 1655)
  5. Sophia (1654–1654)